# Chim thiên đường đỏ
Chim thiên đường đỏ (danh pháp hai phần: Paradisaea rubra) là một loài chim thuộc họ Chim thiên đường (Paradisaeidae). Loài này bản địa Indonesia, nơi nó sinh sống ở rừng mưa đất thấp của các đảo Waigeo và Batanta của Raja Ampat, Tây Papua.

## Hình ảnh

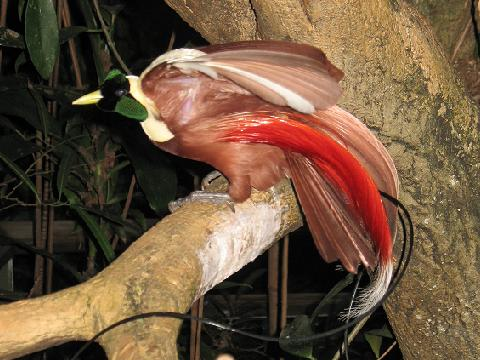
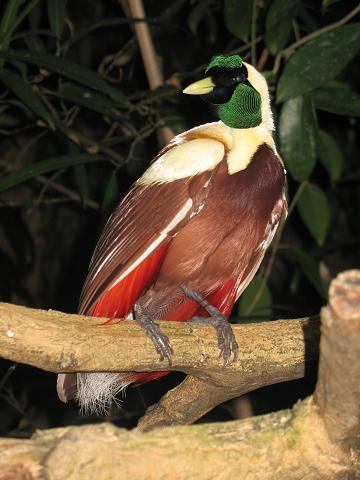

## Mô tả
Thân dài 33 cm nếu tính cả chiếc đuôi dài hết cỡ phải mất 6 năm thì nó dài 72 cm. Đây là loài dị hình giới tính cao. Thức ăn của chúng gồm trái cây, quả mọng, động vật Chân khớp.